# Právo první noci

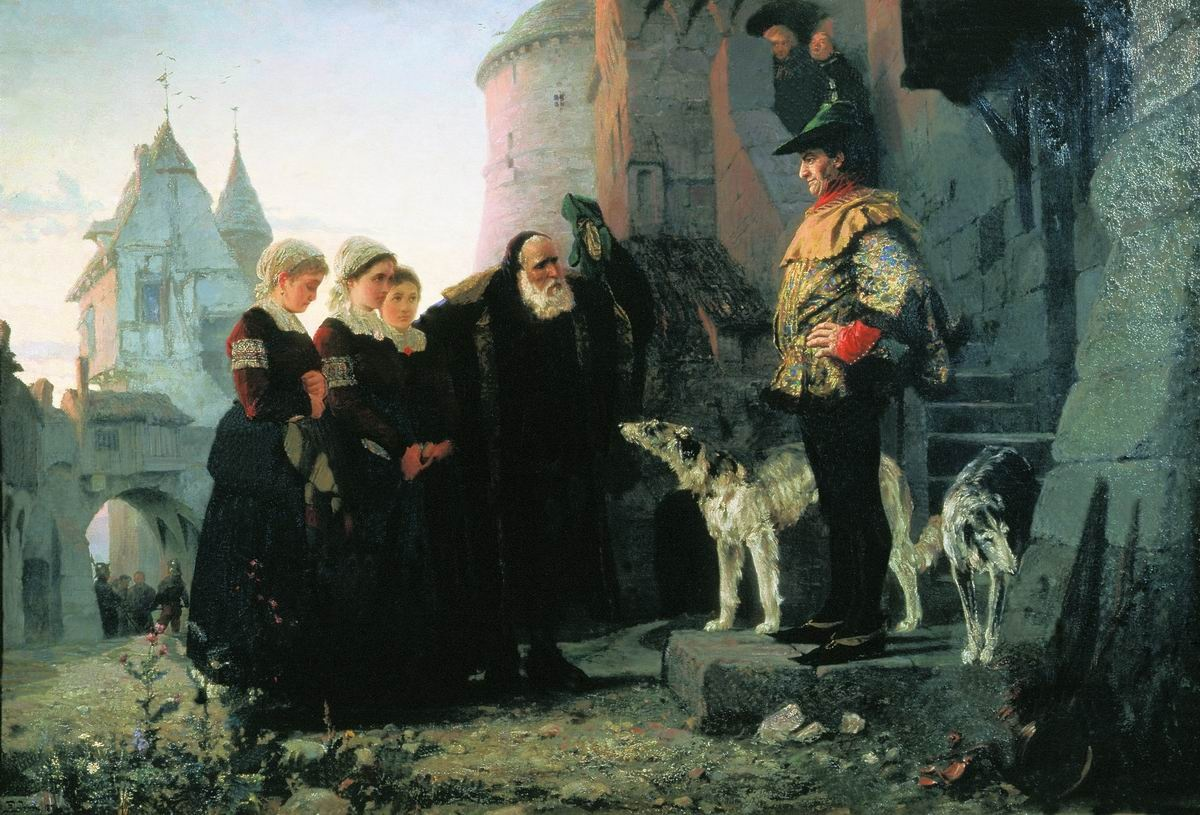
Vasilij Dmitrievič Polenov: Právo první noci (1874)

Právo první noci (latinsky ius primae noctis) bylo domnělé právo středověkých feudálů na panenství dcer svých poddaných, které mohlo být realizováno o jejich svatební noci. Legenda o tomto právu se rozšířila v 18. století.

## Historie
První zmínky můžeme nalézt už v Eposu o Gilgamešovi, kde měl takové právo urucký král, polobůh Gilgameš. Podle Hérodota mělo podobné právo převládat mezi kmeny starověké Libye.
V roce 1556 se vyskytuje zmínka o využívání takového práva v díle francouzského právníka a spisovatele Jeana Papona, a to jako sociální kritika. Rozšiřuje se poté, co ji Voltaire ve svém díle Filosofický slovník akceptuje jako historicky autentickou skutečnost; je pak záhy často používána, zejména v satiře (např. Mozartova opera Figarova svatba z roku 1786). Paolo Mantegazza ve své knize O láskách lidských z roku 1935 vyjadřuje své přesvědčení, že ačkoli nešlo o zákon, byl to s největší pravděpodobností právní obyčej.
Francouzský výraz pro právo první noci droit de cuissage je podle medievistky Marguerite Gononové historicky doložený, ale není odvozen od slova cuisse, „stehno“, ale od cuisson, „pečení“ a ve středověku označoval pekařské právo. Francouzský mýtus „práva (nahého) stehna“ v novomanželském loži může podle Alaina Boureaua pocházet z rituálu při sňatku v zastoupení, kdy zástupce manžela stvrzoval uzavření sňatku vložením odhalené nohy do svatebního lůžka nevěsty symbolicky představující svatební noc. Ta byla považována za završení (latinsky consummatio) sňatku a bez něj nebylo uzavření manželství právoplatné. Známý je tento rituál ze svatby Anny Bretaňské a Maxmiliána I. Habsburského v zastoupení roku 1490 v Remeši, na jejímž uznání závisel osud Bretaně. 